# Tanager Peak
Der Tanager Peak [ˈtænədʒər] ist mit einer Höhe von 260 m über dem Meer nach dem Miller’s Peak die zweithöchste Erhebung der Insel Nihoa in den nordwestlichen Hawaiʻi-Inseln. Er liegt im Nordosten der basaltischen, weitgehend erodierten Insel und fällt nahezu senkrecht zum Pazifik ab. Den Namen erhielt der Berg von der USS Tanager, dem Forschungsschiff der gleichnamigen Tanager-Expedition, in deren Verlauf die Insel 1923 erstmals wissenschaftlich erforscht wurde. 

Ansichten
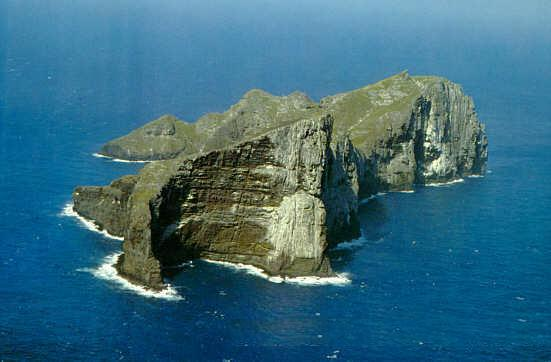
Luftbild von Nihoa, der Tanager Peak vorne
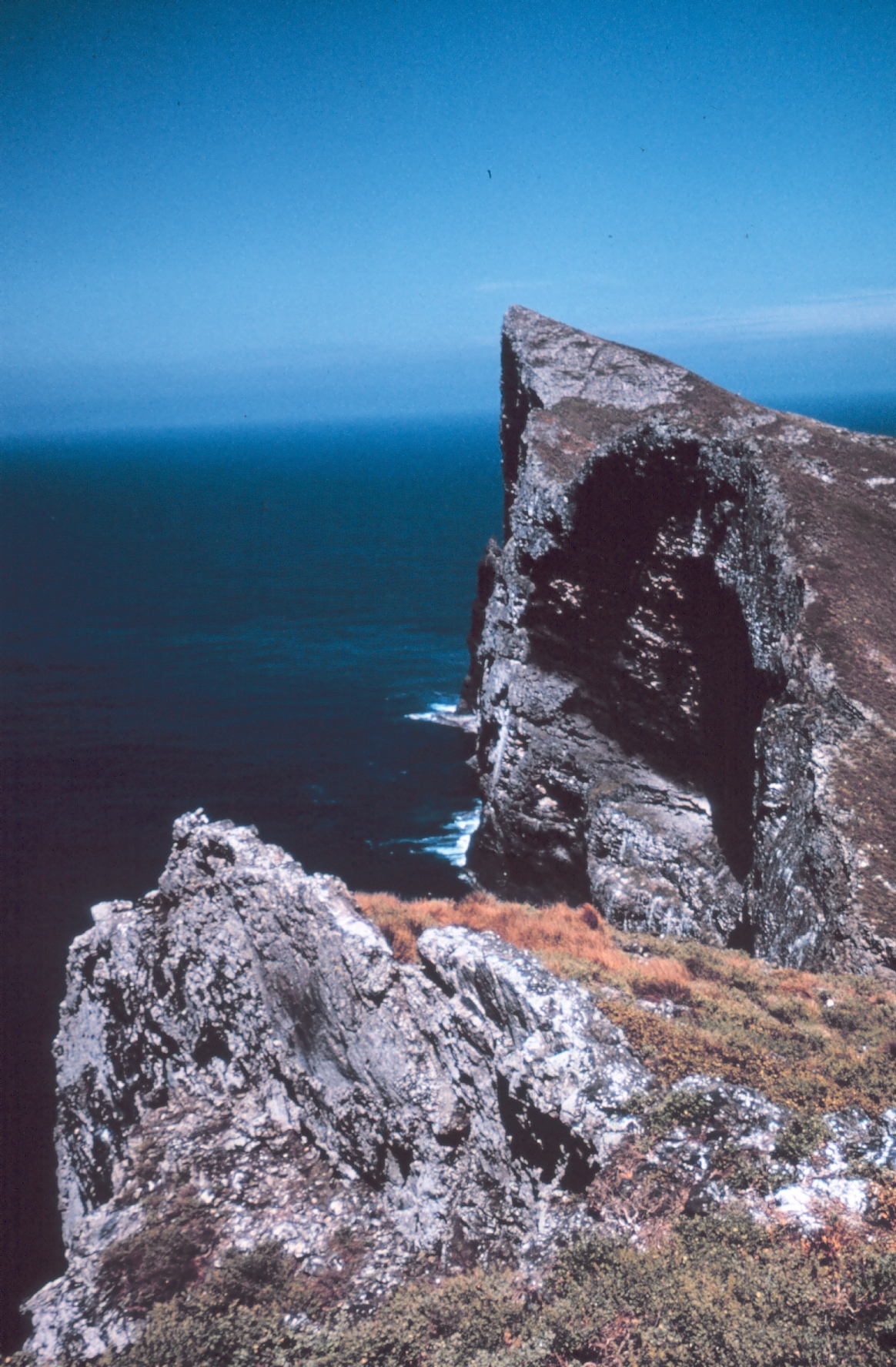
Kliff des Tanager Peaks